# Gare de Vaumoise
La gare de Vaumoise est une gare ferroviaire française de la ligne de La Plaine à Hirson et Anor (frontière), située sur le territoire de la commune de Coyolles, dans le département de l'Aisne, en région Hauts-de-France, à proximité du bourg centre de la commune de Vaumoise dans le département de l'Oise.
C'est une halte ferroviaire de la Société nationale des chemins de fer français (SNCF) desservie par des trains TER Hauts-de-France.

## Situation ferroviaire
Établie à 110 m d'altitude, la gare de Vaumoise est située au point kilométrique (PK) 68,191 de la ligne de La Plaine à Hirson et Anor (frontière), entre les gares ouvertes de Crépy-en-Valois et de Villers-Cotterêts.
Elle est équipée de deux quais : le quai « X » dispose d'une longueur utile de 124 m pour la voie « 1 », le quai « Y » d'une longueur utile de 195 m pour la voie « 1 ».

## Fréquentation
De 2015 à 2023, selon les estimations de la SNCF, la fréquentation annuelle de la gare s'élève aux nombres indiqués dans le tableau ci-dessous.
| Année     | 2015 | 2016 | 2017 | 2018 | 2019 | 2020  | 2021  | 2022  | 2023  |
| --------- | ---- | ---- | ---- | ---- | ---- | ----- | ----- | ----- | ----- |
| Voyageurs | 621  | 892  | 886  | 609  | 961  | 2 191 | 3 422 | 4 241 | 5 422 |

## Service des voyageurs

### Accueil
Halte SNCF, c'est un point d'arrêt non géré (PANG) à accès libre.

### Desserte
Vaumoise est desservie par des trains TER Hauts-de-France, omnibus, qui effectuent des missions entre les gares de Crépy-en-Valois et de Laon.

### Intermodalité
Le stationnement des véhicules est possible à proximité de l'ancien bâtiment voyageurs.